# ماكس أدريان
ماكس أدريان (بالإنجليزية: Max Adrian)‏ هو ممثل أيرلندي، ولد في 1 نوفمبر 1903 في المملكة المتحدة، وتوفي بنفس المكان في 19 يناير 1973.

## أعمال

### أفلام
- (1944) هنري الخامس

## وصلات خارجية
- ماكس أدريان على موقع IMDb (الإنجليزية)
- ماكس أدريان على موقع ألو سيني (الفرنسية)
- ماكس أدريان على موقع ميوزك برينز (الإنجليزية)
- ماكس أدريان على موقع أول موفي (الإنجليزية)
- ماكس أدريان على موقع قاعدة بيانات برودواي على الإنترنت (الإنجليزية)
- ماكس أدريان على موقع قاعدة بيانات الأفلام السويدية (السويدية)
- ماكس أدريان على موقع ديسكوغز (الإنجليزية)
- ماكس أدريان على موقع قاعدة بيانات الفيلم (الإنجليزية)
- ماكس أدريان على موقع كينوبويسك (الروسية)